# プライ (イタリア)
プライ（伊: Pray）は、イタリア共和国ピエモンテ州ビエッラ県にある、人口約2,200人の基礎自治体（コムーネ）。

## 地理

### 位置・広がり
| 隣接するコムーネは以下の通り。 - カプリーレ - コッジョラ - クレヴァクオーレ - クリーノ - ポルトゥラ - ヴァルデォラーナ (トリヴェーロ) |